# Johann Evangelist Haydn
Johann Evangelist Haydn (* 23. Dezember 1743 in Rohrau; † 10. Mai 1805 in Eisenstadt) war ein österreichischer Sänger (Tenor), der vor allem als jüngerer Bruder der beiden Komponisten Joseph Haydn und Johann Michael Haydn Bekanntheit erlangt hat.

## Leben
Johann Evangelist Haydn war das elfte Kind des Marktrichters und Stellmachers Mathias Haydn. Laut Albert Christoph Dies soll Haydn wie seine Brüder im Wiener Stephansdom Chorknabe gewesen sein. Nach anderen Quellen wurde er von seinem Vater zum Stellmacher ausgebildet. Laut Hughes soll Haydn unfähig gewesen sein, die Geschäfte seines Vaters weiterzuführen. Nach dem Tod seines Vaters 1763 erhielt Johann Evangelist bereits vor der formellen Verteilung des Erbes eine Zuteilung, woraus sich schließen lässt, dass er bereits damals in finanziellen Schwierigkeiten steckte. 
1765 ging Haydn nach Eisenstadt, wo sein Bruder Joseph im Dienste der Familie Esterhazy als Kapellmeister fungierte. Er wurde als unbezahlter Tenor eingestellt, erst ab 1771 erhielt er ein kleines Gehalt. 
Haydn war wohl kein besonders guter Sänger. Wahrscheinlich blieben seine Dienste auch deshalb nur auf Kirchenmusik beschränkt, statt auch Opernmusik, die Joseph in den 1770er Jahren leitete. Es ist möglich, dass es nur ein Gefallen Joseph gegenüber war, dass Johann bezahlt wurde.
1775 verlor Johann Evangelist kurzzeitig seine Stelle nach einer kleinen Auseinandersetzung mit dem Hofdirektor Peter Ludwig von Rahier, wurde aber durch Bitten seines Bruders wieder eingestellt. Nach fünfjähriger Arbeitslosigkeit wurde Haydn 1795 endgültig als Sänger eingestellt und blieb es bis zu seinem Tod 1805.